# Football Étoile Club de Levallois
Ne doit pas être confondu avec Football Club de Levallois ou Levallois Sporting Club football.
Maillots
Le Football Étoile Club de Levallois, abrégé en FEC Levallois, est un club de football français fondé en 1898, disparu en 1950 en fusionnant avec le Racing Club de Colombes au sein du Racing Club de Levallois et basé à Levallois-Perret, commune limitrophe de Paris.
Le club remporte le championnat de football LFA en 1914 et atteint les quarts de finale de la Coupe de France en 1923.

## Histoire

### Le FECL en USFSA (1899-1910)
Un premier club, nommé Football Club de Levallois, est fondé à Levallois-Perret en 1894. Il disparait dès 1897.
Le Football Étoile Club de Levallois est fondé à Levallois-Perret en 1898. Le club, qui adopte des maillots verts, retrouve les compétitions de l'USFSA en troisième série de Paris. Le FECL y évolue pendant trois saisons avant de rejoindre la deuxième série en 1901-1902. À l'issue d'une saison d'apprentissage à ce niveau, le club remporte la deuxième série de Paris USFSA en 1903. Malgré sa défaite en barrage de montée face au Gallia Club, il est promu en première série à la suite de son élargissement à douze clubs.[réf. nécessaire] Il y reste deux années, en 1904 et 1905, sans pouvoir participer à la phase finale nationale. Relégué en deuxième série en 1905, le FECL doit se contenter d'évoluer dans l'antichambre de l'élite parisienne pendant cinq saisons.[réf. nécessaire]

### Le FECL en LFA (1910-1914)
Le club rejoint la LFA, concurrent de l'USFSA, dès sa fondation en 1910. Le FECL enregistre notamment une cinglante défaite 5-0 le 8 janvier 1911 face au CA Paris, futur champion de cette saison inaugurale de la LFA. 
Le premier joueur du club sélectionné en équipe de France est l'attaquant Marcel Triboulet. Il commence sa carrière internationale le 23 avril 1911 contre la Suisse. Triboulet compte quatre sélections entre 1911 et 1914 pour deux buts marqués. Le 30 avril 1911, Gaston Barreau, le capitaine du FECL honore la première de ses douze sélections en équipe de France. Il est capitaine des Bleus à l'occasion de cette première qui se solde par un naufrage : défaite 7-1 en Belgique. Le défenseur du club Lucien Letailleur connait son unique sélection chez les Bleus le 12 janvier 1913. Aux côtés de Barreau, il prend part à la victoire de la France sur l'Italie à Saint-Ouen.
En 1913-1914, le FECL remporte le Championnat de football LFA. Les Verts sont assurés du titre le 22 février 1914 à une journée du terme du championnat, humiliant au passage le Red Star par 14 à 1. Qualifiés pour le Trophée de France 1914, les Verts s'inclinent 4-1 en demi-finale à Roubaix le 19 avril 1914 face à l'Olympique lillois, champion de l'USFSA et futur vainqueur du Trophée. Menés rapidement 3-0, les joueurs du FECL contestent et menacent de quitter le terrain.
Maurice Gastiger est sélectionné en équipe de France à deux reprises avant la Première Guerre mondiale : le 8 février 1914 contre le Luxembourg et le 8 mars 1914 face à la Suisse. Il est de nouveau sélectionné sous le maillot bleu le 28 mars 1920 contre la Belgique.

### Renouveau du FECL (1919-1928)

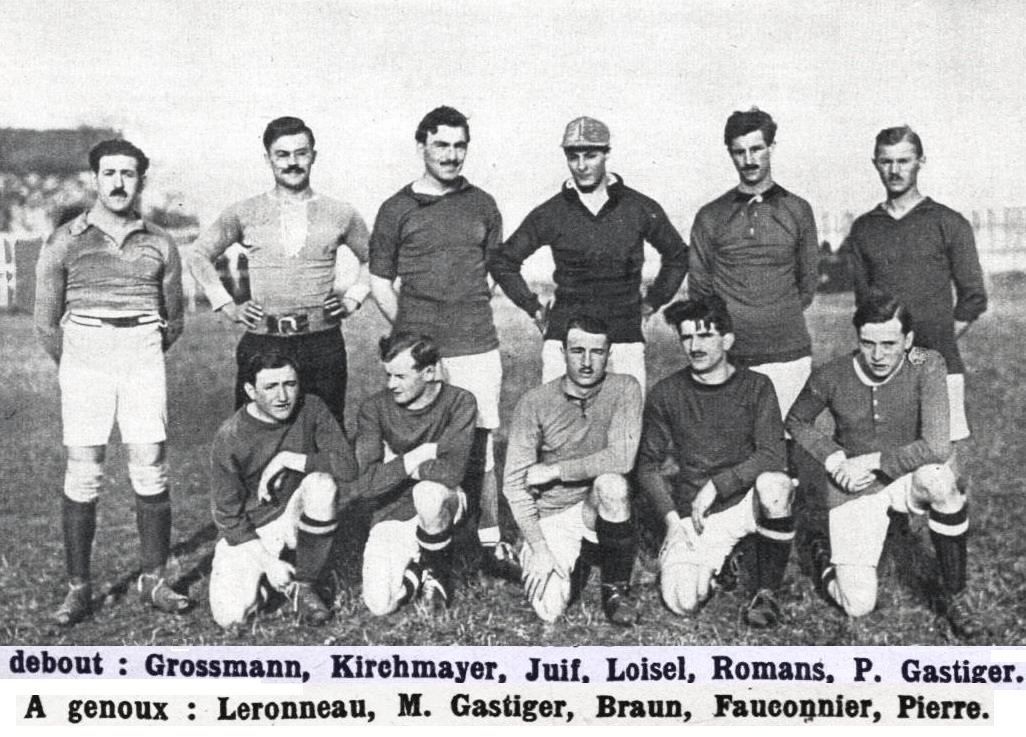
Le FC Levallois en 1920.

Survivant à la Première Guerre mondiale, le FEC Levallois reprend la compétition en 1919. Le club est désormais présidé par Gaston Barreau, ancien joueur international français du FECL de 1898 à 1907 puis de 1909 à 1919. Les verts évoluent en DH de Paris et participent à la Coupe de France. En 1919-1920 le FECL bat l'US Asnières puis Enghien Sports avant de s'incliner en 8e de finale face au Havre AC, futur finaliste. En championnat, une bonne troisième place est accrochée dans le groupe B de DH derrière le Racing et l'Olympique.
Les années suivantes, le FECL est éliminé en 16e de finale en 1921, 1922 et 1927, respectivement par le RC Calais, le Racing Roubaix (après deux matchs d'appui) et l'Olympique de Marseille, et dès les 32e de finale en 1924, 1925, 1926 et 1928,  par l'US Saint-Servan, le RC Arras, Le Havre AC et le Stade montois. Le club réalise sa meilleure performance en atteignant les quarts de finale en 1923, après avoir battu l'Olympique lillois notamment, mais s'y incline 3-0 face à l'Olympique de Paris le 4 mars, à domicile, au Stade des Bourguignons à Asnières. 
En championnat, le club se maintient parmi l'élite parisienne jusqu'en 1921-1922. Pendant les deux saisons (1922-1923 et 1923-1924) de fronde des clubs parisiens, le FECL évolue dans le prestigieux Challenge des Dix, qui n'étaient que huit : Olympique, Red Star, AS française, Stade français, CA Paris, CASG, Racing et FEC Levallois. Cette compétition réunissant les meilleurs clubs parisiens, elle est considérée par les médias de l'époque comme le championnat de Paris. Le retour en DH en 1924-1925 est cruel pour le FECL qui ne peut assurer son maintien et tombe en promotion pendant deux saisons avant de retrouver la DH en 1927-1928. Les deux derniers sélectionnées en équipe de France du club date de cette saison : le défenseur André Rollet (4 sélections). et le gardien Alex Thépot (6 sélections sur 9 comme membre du FECL).
En juillet 1928, le FEC de Levallois qui reste sur une sixième de DH de Paris synonyme de relégation en promotion, fusionne son équipe première avec celle de l'ambitieux Racing Club de France au sein du « Racing Club de France - Levallois ». L'alliance ne dure pas, et l'équipe reprend vite le nom du Racing Club de France, puis du Racing Club de Paris à partir de 1932.

### FC Levallois (1928-1950)
Rebaptisé FC Levallois, le club ne retrouvera jamais les lumières de l'élite régionale avant la guerre. En 1939-1940, la Coupe de France permet une belle campagne qui s'achève en seizièmes de finale face à l'AS Troyes (3-4) le 7 janvier 1940.
Le club prend part en 1940-1941 au championnat de Paris amateurs qui se tient d'octobre à mai avec quatre poules de huit équipes. Le FCL ne parvient pas à se qualifier pour les phases finales de cette épreuve dont les quatre demi-finalistes sont le Racing, le Stade français, le Stade de l'Est et l'AS Amicale. L'élite amateurs parisienne retrouve une poule unique à douze clubs la saison suivante, le FCL n'est pas du nombre. Le club atteint le quatrième tour de la Coupe de France mais s'incline le 23 novembre 1941 à domicile 0-2 face au Stade Saint-Germain.
En 1950, le club fusionne avec le Racing Club de Colombes au sein d'un nouveau club : le Racing Club de Levallois, devenu en 1983 la section football du Levallois Sporting Club.

## Présidents
- 1935 : Camille Samyn[25]
- 1940 : Camille Samyn, René Gardechaux[26]

## Anciens joueurs
- Gaston Barreau (1898-1907 et 1909-1919)
- Lucien Letailleur
- Alexis Thépot (1927-1928)
- Maurice Gastiger (1913-1920)
- Marcel Triboulet (?-1919)
- André Rollet
- Ernest Vaast (1939-1942, jeunes)
- Adolphe Prat (env 1936)[27].

## Palmarès
- Championnat de football LFA
  - Vainqueur en 1913-1914